# Liste der NOFV-Fußballmannschaften im deutschen Profifußball
Diese Liste benennt alle Mannschaften des Nordostdeutschen Fußballverbands, die seit der Spielzeit 1991/92, als die Ligen des NOFV vollständig ins Ligasystem des DFB integriert wurden, in einer deutschen Profiliga im Frauen- oder Männerfußball vertreten waren. Während im Frauenfußball nur die 1. Bundesliga dazu zählt, zählen im Männerfußball die 1. und die 2. Bundesliga sowie die 3. Liga hinzu.

## Frauen
Im Frauenfußball gilt einzig die Bundesliga als Profiliga, in der in der Saison 2025/26 aus dem NOFV der 1. FC Union Berlin, der FC Carl Zeiss Jena und RB Leipzig vertreten sind.

| Mannschaft                       | Bundesliga                                      | Bundesliga |
| Mannschaft                       | Spielzeiten                                     | Summe      |
| -------------------------------- | ----------------------------------------------- | ---------- |
| 1. FFC Turbine Potsdam           | 1994–2023, 2024/25                              | 30         |
| FF USV Jena / FC Carl Zeiss Jena | 1991/92, 2008–2018, 2019/20, 2021/22, seit 2024 | 14         |
| Tennis Borussia Berlin           | 1991–1997, 2002/03, 2009/10                     | 8          |
| RB Leipzig                       | seit 2023                                       | 3          |
| Wismut Aue                       | 1991/92                                         | 1          |
| Polizei SV Rostock               | 1995/96                                         | 1          |
| 1. FC Lokomotive Leipzig         | 2011/12                                         | 1          |
| 1. FC Union Berlin               | seit 2025                                       | 1          |

Stand: Saison 2025/26

## Männer
Vor der Eingliederung des Berliner FV in den NOFV bildete auf dem Gebiet der ehemaligen DDR in der Spielzeit 1990/91 die NOFV-Oberliga die höchste Spielklasse. Sie wird hier aber nicht mitgezählt. In der Spielzeit 1991/92 war die 2. Bundesliga in eine Nord- und eine Südstaffel geteilt. Die dritte Ligaebene wechselte mehrfach in dieser Zeit ihren Namen und ihre regionale Gliederung; als Profiliga gilt nur die 2008 eingeführte deutschlandweite 3. Fußball-Liga.
In der Saison 2025/26 spielen RB Leipzig und Union Berlin in der Bundesliga, Hertha BSC, Dynamo Dresden und der 1. FC Magdeburg in der 2. Bundesliga sowie Energie Cottbus, FC Erzgebirge Aue sowie Hansa Rostock in der 3. Liga.
| Mannschaft              | Bundesliga                    | Bundesliga | 2. Bundesliga                                       | 2. Bundesliga | 3. Liga                                  | 3. Liga |
| Mannschaft              | Spielzeiten                   | Summe      | Spielzeiten                                         | Summe         | Spielzeiten                              | Summe   |
| ----------------------- | ----------------------------- | ---------- | --------------------------------------------------- | ------------- | ---------------------------------------- | ------- |
| Hertha BSC              | 1997–2010, 2011/12, 2013–2023 | 24         | 1991–1997, 2010/11, 2012/13, seit 2023              | 11            |                                          |         |
| Hansa Rostock           | 1991/92, 1995–2005, 2007/08   | 12         | 1992–1995, 2005–2007, 2008–2010, 2011/12, 2021–2024 | 11            | 2010/11, 2012–2021, seit 2024            | 12      |
| RB Leipzig              | seit 2016                     | 10         | 2014–2016                                           | 2             | 2013/14                                  | 1       |
| 1. FC Union Berlin      | seit 2019                     | 7          | 2001–2004, 2009–2019                                | 13            | 2008/09                                  | 1       |
| Energie Cottbus         | 2000–2003, 2006–2009          | 6          | 1997–2000, 2003–2006, 2009–2014                     | 11            | 2014–2016, 2018/19, seit 2024            | 5       |
| Dynamo Dresden          | 1991–1995                     | 4          | 2004–2006, 2011–2014, 2016–2020, 2021/22, seit 2025 | 11            | 2008–2011, 2014–2016, 2020/21, 2022–2025 | 9       |
| VfB Leipzig             | 1993/94                       | 1          | 1991–1993, 1994–1998                                | 6             |                                          |         |
| FC Erzgebirge Aue       |                               |            | 2003–2008, 2010–2015, 2016–22                       | 16            | 2008–2010, 2015/16, seit 2022            | 7       |
| FC Carl Zeiss Jena      |                               |            | 1991–1994, 1995–1998, 2006–2008                     | 8             | 2008–2012, 2017–2020                     | 7       |
| Chemnitzer FC           |                               |            | 1991–1996, 1999–2001                                | 7             | 2011–2018, 2019/20                       | 8       |
| 1. FC Magdeburg         |                               |            | 2018/19, seit 2022                                  | 5             | 2015–2018, 2019–2022                     | 6       |
| FSV Zwickau             |                               |            | 1994–1998                                           | 4             | 2016–2023                                | 7       |
| Tennis Borussia Berlin  |                               |            | 1993/94, 1998–2000                                  | 3             |                                          |         |
| FC Rot-Weiß Erfurt      |                               |            | 1991/92, 2004/05                                    | 2             | 2008–2018                                | 10      |
| Hallescher FC           |                               |            | 1991/92                                             | 1             | 2012–2024                                | 12      |
| SV Babelsberg 03        |                               |            | 2001/02                                             | 1             | 2010–2013                                | 3       |
| Blau-Weiß 90 Berlin     |                               |            | 1991/92                                             | 1             |                                          |         |
| BSV Stahl Brandenburg   |                               |            | 1991/92                                             | 1             |                                          |         |
| FC Viktoria 1889 Berlin |                               |            |                                                     |               | 2021/22                                  | 1       |

Stand: Saison 2025/26